# Sistemul politic al Uniunii Europene
Sistemul politic al Uniunii Europene este definit de o serie de tratate europene. Cel mai recent dintre aceste tratate este Tratatul de la Lisabona. Tratatele actuale și viitoare stabilesc pentru politica Uniunii Europene o serie de instituții. Sistemul politic rezultat din aceste acte reflectă prin structura sa principiul democratic al separării puterilor în stat în puterea legislativă, executivă și judiciară (juridică), iar în ce privește procesul legislativ urmărește principiile subsidiarității și proporționalității. 

## Instituții ale Uniunii Europene
Instituțiile sistemului sunt:
- Consiliul European și Președintele Consiliului European
- Comisia Europeană (Comisia UE)
- Consiliul Uniunii Europene (Consiliul de Miniștri)
- Parlamentul European
- Curtea de Justiție a Comunităților Europene
- Curtea Europeană de Conturi

### Consiliul Europeanși Președintele Consiliului European
Consiliul European este după adoptarea Tratatului de la Lisabona o instituție a Uniunii Europene.
Consiliul European este alcătuit la ora actuală din șefii de stat și de guvern ai țărilor membre, Președintele Uniunii Europene, Președintele Comisiei Europene și Înaltul Reprezentant pentru politică externă și securitate ca observator. Consiliul European deține în cadrul sistemului politic al UE competența directoare, cu alte cuvinte acesta stabilește liniile directoare și obiectivele politicii UE. Consiliul însă nu participă decât într-o mică măsură la procesul legislativ din UE. Președintele Uniunii Europene este Herman Van Rompuy iar până în 2014 președiția Uniunii este împărțită de către aceasta cu câte un stat membru prin rotație (începând cu luna iulie, Belgia).
În urma intrării în vigore a Tratatului de la Lisabona, Consiliul European alege un președinte permanent al Consiliului și un Înalt Reprezentant pentru politică externă și securitate pentru 2,5 ani.
Consiliul European nu trebuie confundat cu Consiliul Europei, care este o organizație internațională complet independentă de Uniunea Europeană. De asemenea, nu trebuie confundat cu Consiliul Uniunii Europene (denumit și Consiliul de Miniștri), care este o instituție diferită a Uniunii Europene, chiar dacă foarte apropiată de aceasta.

### Comisia Europeană(Comisia UE)
Comisia Europeană este organul executiv al Uniunii Europene. Aceasta are rolul de a înainta proiecte legislative (drept inițiativ) și de a controla respectarea legilor. Membrii Comisiei UE (comisari) răspund de câte un anumit resort, sunt nominalizați de țările membre și apoi confirmați în funcție de Parlamentul European. La ora actuală, din fiecare țară membră provine câte un comisar.
Numărul comisarilor va fi pe viitor redus la două treimi din numărul statelor membre ale UE. Atribuirea posturilor de comisar țărilor membre se va face atunci prin rotație. Președintele Comisiei va fi propus de Consiliul European, iar membrii Comisiei Europene vor fi aleși de Parlamentul European pe o perioadă de cinci ani. Membrii Comisiei pot fi și revocați din funcție printr-un vot de neîncredere acordat de parlament.
Comisia UE corespunde astfel guvernului Comunității Europene. O instituție asemănătoare cu Comisia UE în sistemul românesc este Guvernului României.

### Consiliul Uniunii Europene(Consiliul de Miniștri)
Consiliul Uniunii Europene este unul din organele cu putere de decizie ale UE. Este deci o parte componentă a puterii legislative, a cărei structură se aseamănă cu cea a unui sistem bicameral. Consiliul UE reprezintă statele membre în procesul legislativ, fiind alcătuit în funcție de sfera politică respectivă din miniștrii de resort din guvernele naționale. Consiliul de miniștri adoptă legile împreună cu Parlamentul European. La ora actuală, în funcție de domeniul politic respectiv, adoptarea unei legi se face ori în unanimitate, ori cu o majoritate calificată în Consiliul de miniștri. Nu toate țările au câte un drept de vot. Ponderea acestora este stabilită în Tratatul de la Nisa. În principiu, țările mai mari au mai multe voturi decât cele mici; cu toate acestea numărul de voturi nu este direct proporțional cu numărul de locuitori. Dimpotrivă, statele mai mici sunt reprezentate supraproporțional în raport cu cele mai mari.
Pe viitor urmează ca adoptarea hotărârilor în Consiliul de miniștri să se facă cu așa-numita majoritate dublă de voturi. Numărul domeniilor politice în care va fi necesar votul în unanimitate va fi redus considerabil. Prin majoritate dublă se înțelege că cel puțin 55% din statele membre trebuie să fie de acord, cu condiția ca acestea să reprezinte minim 65% din populația UE.
Consiliul de miniștri este deci “Camera superioară” dintr-un sistem legislativ bicameral. El corespunde deci “Senatului” din sistemul românesc.

### Parlamentul European
Parlamentul European reprezintă cel de-al doilea organ legislativ al UE. Parlamentul este ales o dată la 5 ani direct de cetățenii statelor membre și reprezintă populația în puterea legislativă. Parlamentul European are la ora actuală 732 de deputați. Numărul deputaților din fiecare țară depinde în principiu de populația acesteia. Țările mici sunt reprezentate însă supraproporțional, pentru permite astfel o reprezentare adecvată a partidelor politice naționale.
La următoarele alegeri europene, cele din anul 2009, numărul deputaților va crește la maxim 750 odată cu aderarea României și Bulgariei la UE. Competența legislativă a Parlamentului European va crește pe viitor considerabil în raport cu cea a Consiliului de miniștri.
În sistemul legislativ bicameral al UE Parlamentul European corespunde deci “Camerei inferioare”. Similarul său din sistemul românesc este „Camera deputaților“.

### Curtea de Justiție a Comunităților Europene
Curtea europeană de justiție este curtea supremă și deci organul juridic al Uniunii Europene. Alături de Curtea Europeană de Justiție mai există și Curtea europeană de primă instanță. Curtea de Justiție a Comunităților Europene are în primul rând rolul de a soluționa litigiile dintre Comisie și statele membre apărute din cauza neaplicării sau nerespectării deciziilor Comisiei, resp. din cauza depășirii competențelor acesteia. Alături de aceasta curtea răspunde la întrebările puse de instanțele naționale cu privire la interpretarea legislației UE.
În competența Curții europene de primă instanță intră dosarele de trimitere în judecată înaintate de persoanele fizice și juridice, ușurând astfel activitatea Curții de Justiție a Comunităților Europene. Aceste dosare pot fi trimise la Curtea de Justiție a Comunităților Europene numai după ce au fost judecate de Curtea europeană de primă instanță. Ambele instanțe sunt alcătuite din câte un judecător din fiecare stat membru. Cele două instanțe sunt alese de guvernele țărilor membre pe o durată de șase ani. O dată la trei ani are loc o realegere parțială a celor două instanțe.

### Curtea Europeană de Conturi
Curtea Europeană de Conturi este alcătuită din câte un membru din fiecare țară a UE și este aleasă de Consiliul de miniștri pe o perioadă de șase ani. Curtea de conturi are rolul de a controla bugetul UE (veniturile și cheltuielile UE). Curtea Europeană de Conturi nu are drepturi directe de acțiune, ci își comunică constatările celorlalte instituții ale UE.

## Competențele legislative ale Uniunii Europene
În ce privește împărțirea competențelor între UE și statele membre Uniunea Europeană nu se aseamănă nici unei confederații (asociere liberă a unor state suverane) și nici unei federații (unui stat federal). În anumite domenii politice statele membre ale UE acționează în mod interguvernamental, adică iau decizii comune în calitate de stare suverane. În alte domenii statele și-au transferat complet sau parțial Uniunii Europene competența legislativă, astfel încât UE reprezintă în această sferă o instituție supranațională.  Uniunea Europeană nu este deci un subiect originar de drept internațional, deoarece ea nu-și poate crea o proprie ordine juridică, ci este un subiect derivat de drept internațional, al cărui competență rezultă din transferul drepturilor de suveranitate ale statelor membre. Așa-numita suveranitate competentă de organizare a ordinii juridice și a competențelor UE o dețin țările membre.
În ce privește competențele legislative ale Uniunii Europene în diferite domenii politice se face diferența între competența exclusivă, dublă și flancată. De exemplu, în politica comercială și vamală puterea legislativă o deține exclusiv UE. În domeniul pieței comune, al agriculturii, energiei, transporturilor, mediului și al protecției consumatorilor se aplică o competență dublă. Țările membre ale UE au dreptul în aceste domenii să adopte legi proprii, în cazul în care UE nu prezintă nici o inițiativă legislativă. În toate celelalte domenii politice țările membre dețin competența exclusivă. În afară de aceasta există anumite competențe care pot fi delegate UE numai de țările membre. UE nu-și poate deci asuma alte competențe fără acordul statelor membre.
În ce privește actul legislativ exercitat de Uniunea Europeană se aplică aici două principii de bază. Principiul subsidiarității, aplicat în politica UE prin Tratatul de la Maastricht, spune că deciziile politice trebuie delegate la nivelul cel mai inferior posibil, deci forurilor politice naționale, regionale sau locale din țările membre.  Uniunea Europeană nu oferă aici decât asistența necesară, în cazul în care nivelurile decizionale inferioare nu au posibilitatea de a soluționa problemele singure și într-un mod adecvat.
Al doilea principiu al politicii UE este cel al proporționalității. Conform acestui principiu orice măsură luată trebuie să fie adecvată, necesară și corespunzătoare scopului urmărit.

## State membre
Există douăzeci și opt de state membre care au conferit puteri instituțiilor UE (alte țări sunt legate de UE în alte moduri). În schimbul conferinței de competențe, statele UE primesc voturi în Consiliu, locuri în Parlament și un comisar european, printre altele. Guvernul intern al statelor membre este diferit între sistemele prezidențiale, monarhiile, federațiile și microstate, totuși toți membrii trebuie să respecte criteriile de la Copenhaga de a fi democrați, de a respecta drepturile omului și de a avea o economie de piață liberă. Membrii s-au alăturat de-a lungul timpului, începând cu cei șase originari din 1958 și cu mai mulți membri care s-au alăturat în viitorul apropiat. 
Unele state membre se află în afara anumitor zone ale UE, de exemplu, zona euro este alcătuită doar din 19 dintre cei 28 de membri, iar Acordul Schengen cuprinde în prezent doar 22 de membri ai UE. Cu toate acestea, majoritatea acestora se află în procesul de aderare la aceste blocuri. O serie de țări din afara UE sunt implicate în anumite activități ale UE, cum ar fi euro, Schengen, piața unică sau apărarea.